# Esomus
Esomus – rodzaj ryb z rodziny karpiowatych (Cyprinidae).

## Występowanie
Wody słodkowodne i słonawe południowej, południowo-wschodniej Azji (Bangladesz, Indie, Mjanma, Nepal, Pakistan i Sri Lanka).

## Klasyfikacja
Gatunki zaliczane do tego rodzaju:
- Esomus ahli
- Esomus altus
- Esomus barbatus
- Esomus caudiocellatus
- Esomus danricus – lotniczek zwyczajny[3], lotniczek[3], brzanka latająca[4]
- Esomus lineatus – lotniczek liniowany[5]
- Esomus longimanus
- Esomus malabaricus
- Esomus malayensis – lotniczek malajski[5]
- Esomus manipurensis
- Esomus metallicus
- Esomus thermoicos – lotniczek cejloński[3]

Gatunkiem typowym jest Esomus vittatus (=E. danricus).

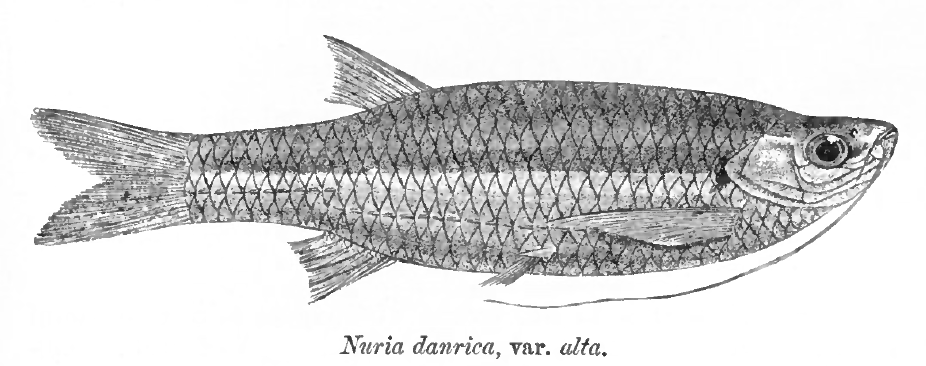
Esomus altus
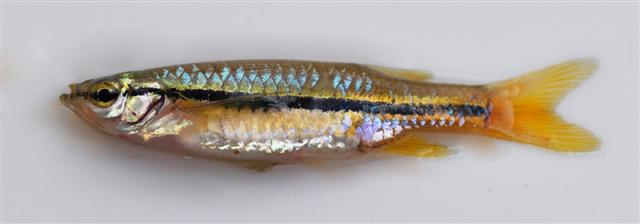
Esomus danricus